# Polemonium caucasicum
Polemonium caucasicum là một loài thực vật có hoa trong họ Polemoniaceae. Loài này được N. Busch miêu tả khoa học đầu tiên..